# Ектор Хосе Кампора
Е́ктор Хосе́ Ка́мпора (ісп. Héctor José Cámpora, *26 березня 1909 — †19 грудня 1980), також відомий як Ель Ті́о (ісп. El Tío), — аргентинський політик, який обіймав посаду президента Аргентини з 25 травня по 13 липня 1973 року.

## Біографія
Ектор Хосе Кампора народився у місті Мерседес і був сьомою дитиною у родині генуезьких мігрантів. Громадсько-політичною діяльністю почав займатися ще в учнівські роки. 1933 року отримав спеціальність стоматолога в Національному університеті Кордови.
1944 року познайомився з Пероном. 1946 року був обраний депутатом, того ж року став віце-президентом осередку хустисіалістської партії в провінції Буенос-Айрес. 1948 року був обраний спікером Палати депутатів Аргентини. 1951 року був переобраний депутатом.
1955 року відбувся державний переворот, після якого перонізм було заборонено, а Перон був змушений виїхати з країни. Кампора був затриманий поліцією і ув'язнений. 18 березня 1957 року Кампора разом з іншими пероністськими лідерами втік з в'язниці і дістався Чилі, де отримав політичний притулок.
1965 року Кампора повернувся до політичної діяльності в Аргентині. Також він став однією з трьох довірених осіб Перона в країні.
Під загрозою народного повстання 1973 року військова диктатура, яка правила Аргентиною після так званої Аргентинської революції 1966 року, організувала вибори, дозволивши брати участь в них пероністам, хоча і заборонивши виставляти кандидатуру і бути присутнім у країні під час виборів самому Хуану Домінго Перону. Ектор Хосе Кампора став кандидатом від пероністів, йдучи під гаслом «Кампору до уряду, Перона — до влади» (ісп. Cámpora al gobierno, Perón al poder), і переміг на виборах з 49,53 % голосів. Після 49 днів правління Кампора подав у відставку, щоб дозволити провести нові вільні вибори, на яких Перон переміг з 62 % голосів.
Після відставки Кампора відійшов від політики. 1975 року після смерті Перона був виключений з хустисіалістської партії. 24 березня 1976 року після державного перевороту, який дав початок Брудній війні, Кампору намагалися вбити у нього вдома, але йому разом з родиною вдалося втекти і знайти прихисток у посольстві Мексики, де він прожив близько трьох років. 1979 року Кампора отримав дозвіл на виїзд до Мексики, де невдовзі помер від раку 19 грудня 1980 року. 1991 року його рештки були перепоховані в Аргентині.